# Club Atlético San Martín
Club Atlético San Martín é um clube desportivo conhecido pelo seu time de futebol profissional. O clube está sediado na cidade de San Miguel de Tucumán, Argentina. Ele joga atualmente na Super Liga de primera division.
O San Martin jogou a cada temporada no Campeonato Nacional, entre 1968 e 1985. Eles também jogaram 2 temporadas na Primeira Divisão, em 1988/1989 e em 1991/1992.
A vitória mais notável do clube foi uma vitória por 6-1 sobre o Boca Juniors no Estádio  La Bombonera em 20 de novembro de 1988.
Depois de jogar a temporada de 2008/2009 na Primeira Divisão Argentina, o clube foi relegado para a Primera B Nacional pela sétima vez na história da equipe.

## Torcida
La Gloriosa Brava, maior barra brava do Norte argentino, que se fez presente inclusive nas últimas Copas do Mundo. Em 2014 se fez presente no Brasil, ao lado da torcida organizada do Internacional de Porto Alegre Super FICO.
Hinchadas amigas: Los Funebros (Chacarita), Los Piratas Celestes de Alberdi (Belgrano), La Barra de Los Trapos (Atletico de Rafaela), La banda del Pueblo (San Martin de San Juan) e Super FICO (Internacional de Porto Alegre).

## Rivalidade
Seu maior rival é o Club Atlético Tucumán, com o qual disputa o Clásico Tucumano.

## Títulos
- Segunda Divisão Argentina (1): 2007/2008
- Torneo Argentino A (1): Clausura 2006
- Torneo Argentino B (1): 2005
- Torneo Argentino C (1): 1988
- Copa de la República (1): 1944

## Uniformes

### Uniformes atuais
- 1º - Camisa listrada em branco e vermelho, calção e meias vermelhas;
- 2º - Camisa branca com frisos vermelhos, calção e meias brancas.

| Primeiro Uniforme | Segundo Uniforme |  |

### Uniformes dos goleiros
- Preto com detalhes laranjas;
- Amarelo com detalhes pretos;
- Vermelho com detalhes pretos.

| Cores do Time · Cores do Time · Cores do Time · Cores do Time · Cores do Time | Cores do Time · Cores do Time · Cores do Time · Cores do Time · Cores do Time | Cores do Time · Cores do Time · Cores do Time · Cores do Time · Cores do Time |

### Uniformes anteriores
- 2010-11

| Primeiro | Segundo | Terceiro |